# Acanthoscelidius pusillus
Espèce
Acanthoscelidius pusillus  est une espèce d'insectes coléoptères appartenant à la famille des Curculionidae.